# Élections législatives et présidentielle centrafricaines de 1993
Les élections générales centrafricaines de 1993 ont lieu le 22 août 1993 pour le premier tour et le 19 septembre 1993 pour le second tour. Les électeurs sont appelés à élire le Président de la République centrafricaine, ainsi que les députés à l'Assemblée nationale. Au terme du second tour de scrutin, Ange-Félix Patassé est élu et devient le 5e président de la République centrafricaine.

## Résultats

### Élection présidentielle
| Candidats                | Candidats                 | Partis                                           | Premier tour | Premier tour | Second tour | Second tour |
| Candidats                | Candidats                 | Partis                                           | Voix         | %            | Voix        | %           |
| ------------------------ | ------------------------- | ------------------------------------------------ | ------------ | ------------ | ----------- | ----------- |
|                          | Ange-Félix Patassé        | Mouvement de libération du peuple centrafricain  | 302 004      | 37,3         | 363 297     | 53,49       |
|                          | Abel Goumba               | Front patriotique pour le progrès                | 175 467      | 21,7         | 315 935     | 46,51       |
|                          | David Dacko               | Mouvement pour la démocratie et le développement | 162 721      | 20,1         |             |             |
|                          | André Kolingba            | Rassemblement démocratique centrafricain         | 97 942       | 12,1         |             |             |
|                          | Énoch Dérant-Lakoué       | Parti Social Démocrate                           | 19 368       | 2,4          |             |             |
|                          | Timothée Malendoma        | Forum Civique                                    | 16 400       | 2,0          |             |             |
|                          | François Bozizé           | Indépendant                                      | 12 159       | 1,5          |             |             |
|                          | Jeanne-Marie Ruth-Rolland | Parti Républicain Centrafricain                  | 8 068        | 1,0          |             |             |
|                          |                           |                                                  |              |              |             |             |
| Votes valides            | Votes valides             | Votes valides                                    | 793 971      | 98,11        | 679 235     | 98,07       |
| Votes blancs et nuls     | Votes blancs et nuls      | Votes blancs et nuls                             | 15 317       | 1,89         | 13 362      | 1,93        |
| Total                    | Total                     | Total                                            | 809 298      | 100          | 692 597     | 100         |
| Abstention               | Abstention                | Abstention                                       | 372 576      | 31,52        | 542 971     | 43,95       |
| Inscrits / participation | Inscrits / participation  | Inscrits / participation                         | 1 181 874    | 68,48        | 1 235 568   | 56,05       |

## Résultats des élections législatives

### Résultats du1ertour
Le 1er tour a lieu le 22 août 1993, 35 sièges sur 85 sont pourvus dont 19 pour le MLPC, parti du futur Président Ange-Félix Patassé.
| Partis politiques        | Partis politiques        | Partis politiques        | Partis politiques        | Partis politiques | Sièges |
| ------------------------ | ------------------------ | ------------------------ | ------------------------ | ----------------- | ------ |
| MLPC                     | MLPC                     | MLPC                     | MLPC                     | MLPC              | 19     |
| RDC                      | RDC                      | RDC                      | RDC                      | RDC               | 4      |
| MDD                      | MDD                      | MDD                      | MDD                      | MDD               | 4      |
| Autres Partis            | Autres Partis            | Autres Partis            | Autres Partis            | Autres Partis     | 8      |
|                          |                          |                          |                          |                   |        |
| Votes valides            | Votes valides            | Votes valides            | Votes valides            | 793 971           | 98,11  |
| Votes blancs et nuls     | Votes blancs et nuls     | Votes blancs et nuls     | Votes blancs et nuls     | 15 317            | 1,89   |
| Total                    | Total                    | Total                    | Total                    | 809 298           | 100    |
| Abstentions              | Abstentions              | Abstentions              | Abstentions              | 382 076           | 32,07  |
| Inscrits / Participation | Inscrits / Participation | Inscrits / Participation | Inscrits / Participation | 1 191 374         | 67,93  |

### Résultats du2etour
Le second tour a lieu le 19 septembre 1993. Ci dessous les résultats par partis, combinant les résultats en sièges du premier et du second tour.
| Partis politiques               | Partis politiques               | Partis politiques               | Partis politiques               | Sièges    | Sièges  |
| Partis politiques               | Partis politiques               | Partis politiques               | Partis politiques               | 2nd tour  | Total   |
| ------------------------------- | ------------------------------- | ------------------------------- | ------------------------------- | --------- | ------- |
| MLPC                            | MLPC                            | MLPC                            | MLPC                            | 15        | 34 / 85 |
| RDC                             | RDC                             | RDC                             | RDC                             | 9         | 13 / 85 |
| FPP                             | FPP                             | FPP                             | FPP                             |           | 7 / 85  |
| Parti Libéral Démocrate         | Parti Libéral Démocrate         | Parti Libéral Démocrate         | Parti Libéral Démocrate         |           | 7 / 85  |
| MDD                             | MDD                             | MDD                             | MDD                             | 2         | 6 / 85  |
| ADP                             | ADP                             | ADP                             | ADP                             |           | 6 / 85  |
| Convention Nationale            | Convention Nationale            | Convention Nationale            | Convention Nationale            |           | 3 / 85  |
| Parti Social Démocrate          | Parti Social Démocrate          | Parti Social Démocrate          | Parti Social Démocrate          |           | 3 / 85  |
| MDREC                           | MDREC                           | MDREC                           | MDREC                           |           | 1 / 85  |
| Parti républicain centrafricain | Parti républicain centrafricain | Parti républicain centrafricain | Parti républicain centrafricain |           | 1 / 85  |
| Forum civique                   | Forum civique                   | Forum civique                   | Forum civique                   |           | 1 / 85  |
| MESAN                           | MESAN                           | MESAN                           | MESAN                           |           | 1 / 85  |
| Indépendants                    | Indépendants                    | Indépendants                    | Indépendants                    |           | 2 / 85  |
|                                 |                                 |                                 |                                 |           |         |
| Votes valides                   | Votes valides                   | Votes valides                   | Votes valides                   | 679 235   | 98,07   |
| Votes blancs et nuls            | Votes blancs et nuls            | Votes blancs et nuls            | Votes blancs et nuls            | 13 362    | 1,93    |
| Total                           | Total                           | Total                           | Total                           | 692 597   | 100     |
| Abstentions                     | Abstentions                     | Abstentions                     | Abstentions                     | 542 971   | 43,95   |
| Inscrits / Participation        | Inscrits / Participation        | Inscrits / Participation        | Inscrits / Participation        | 1 235 568 | 56,05   |